# Stanisław Parysz
Stanisław Parysz (o. Medard) (ur. 17 grudnia 1913 w Haczowie, zm. 20 czerwca 2013 w Nowej Soli) – polski zakonnik, kapelan AK, uczestnik powstania warszawskiego, gwardian w klasztorach w Sędziszowie i Krośnie.
Kształcił się w Kolegium Serafickim w Rozwadowie (obecnie dzielnica Stalowej Woli). 7 września 1929 roku wstąpił do zakonu oo. kapucynów.
8 września 1930 r., po odbyciu rocznego nowicjatu w Sędziszowie Młp., złożył śluby proste, a uroczyste w 1934 roku w Krakowie. Studia filozoficzno-teologiczne ukończył w Seminarium OO. Kapucynów w Krakowie. Święcenia kapłańskie otrzymał 1 maja 1939 roku, z rąk ks. biskupa Stanisława Rosponda. Przez pierwsze cztery lata pracował w duszpasterstwie w Krakowie, a od 1943 do 1945 roku w Olszanicy. Jednocześnie spełniał obowiązki rektora kaplicy w Mydlnikach i uczył religii. W powstaniu warszawskim, w sierpniu 1944 r., jako Kapelan Armii Krajowej, niósł pomoc żołnierzom i ludności cywilnej w Szpitalu Powstańczym, przy ul. Długiej, gdzie został ranny. Pomagał ludności w kościele OO. Dominikanów, w schronach; przy ul: Miodowej, Długiej, Freta i Podwale.
Po wojnie był gwardianem w Sędziszowie Młp (w l. 1945–1948), i w Krośnie (w l. 1953–1956), gdzie wybudował kaplicę Matki Bożej, (obecnie Adoracji Najświętszego Sakramentu). Był rektorem kościoła w Tenczynie (w l. 1959–1963) i tu wybudował kościół; do stropu ponieważ władze komunistyczne wstrzymały budowę.
Pracował jako kapłan w wielu miejscowościach: we Wrocławiu, Dobiegniewie, Wałczu, Kwietnikach, Gdańsku, Bytomiu, Nakielnie i w Szwecji.
Przez kilkadziesiąt lat, od 1979 roku, pracował w parafii św. Antoniego w Nowej Soli. Otrzymał Krzyż Armii Krajowej i Krzyż Walecznych, Krzyż Oficerski Orderu Odrodzenia Polski. Jego imieniem zostało nazwane rondo w Nowej Soli.